# Gish gallop
Il galoppo alla Gish (dall'inglese Gish gallop) è una tecnica di argomentazione e dibattito che si concentra sul travolgere gli interlocutori con il maggior numero di argomenti possibile, senza riguardo per l'accuratezza o la forza dei singoli argomenti. Il termine è stato coniato da Eugenie Scott e prende il nome dal creazionista Duane Gish, che ha usato frequentemente la tecnica contro i sostenitori dell'evoluzione.
Durante un "galoppo alla Gish", un dibattente affronta un avversario esprimendo una rapida e numerosa serie di argomenti pretestuosi, mezze verità e distorsioni in un breve lasso di tempo, il che rende impossibile per l'avversario confutarli tutti nell'arco di un'unica discussione in tempo reale. In pratica, ogni punto sollevato dal "Galoppatore alla Gish" può essere enunciato molto rapidamente, ma richiede molto più tempo per essere confutato o verificato. Lo scopo della tecnica è di sopraffare la capacità di risposta degli avversari e di introdurre il dubbio nelle menti del pubblico. L'uditorio, non conoscendo il galoppo alla Gish, tende a mettere in dubbio la capacità di discussione dell'avversario, specialmente se nessuno degli argomenti del Gish Gallop è sottoposto a un fact-checking indipendente o se il pubblico ha una conoscenza limitata degli argomenti.
La tecnica è oggi in uso da molti cospirazionisti  (viene anche detta "tecnica della montagna di merda") nel contesto dei social network e sotto forma di lunghi elenchi di argomenti e riferimenti a fonti non verificate. In generale, è più facile usare il Gish gallop in un dibattito libero, rispetto a una discussione con una forma strutturata. Per tale motivo Eugenie C. Scott, antropologa ed ex direttrice esecutiva del National Center for Science Education, consiglia di preferire quest'ultima organizzazione del dibattito.
Se un dibattente ha familiarità con un avversario noto per usare il Gish gallop, la tecnica può essere contrastata confutando in anticipo gli argomenti comunemente usati dall'avversario, prima che l'avversario abbia l'opportunità di lanciarsi nel galoppo.